# 필라투스 PC-7
필라투스 PC-7는 필라투스 P-3을 개조해 만든 스위스의 2인승 훈련기이다. 필라투스사에서 제작한다.

## 역사
- 1966년 4월 12일: 시제기 제작, 이후 추락사고로 PC-7 프로그램 중단
- 1973년: 프로그램 재가동
- 1975년 5월 12일: 시제기 비행
- 1978년: 양산

## 파생형
- PC-7
- PC-7 Mk II
- NCPC-7

## 사용국가
현재도 대다수가 사용중에 있으며, 전 세계에서 100만 시간 이상을 비행했다.

### 군사용

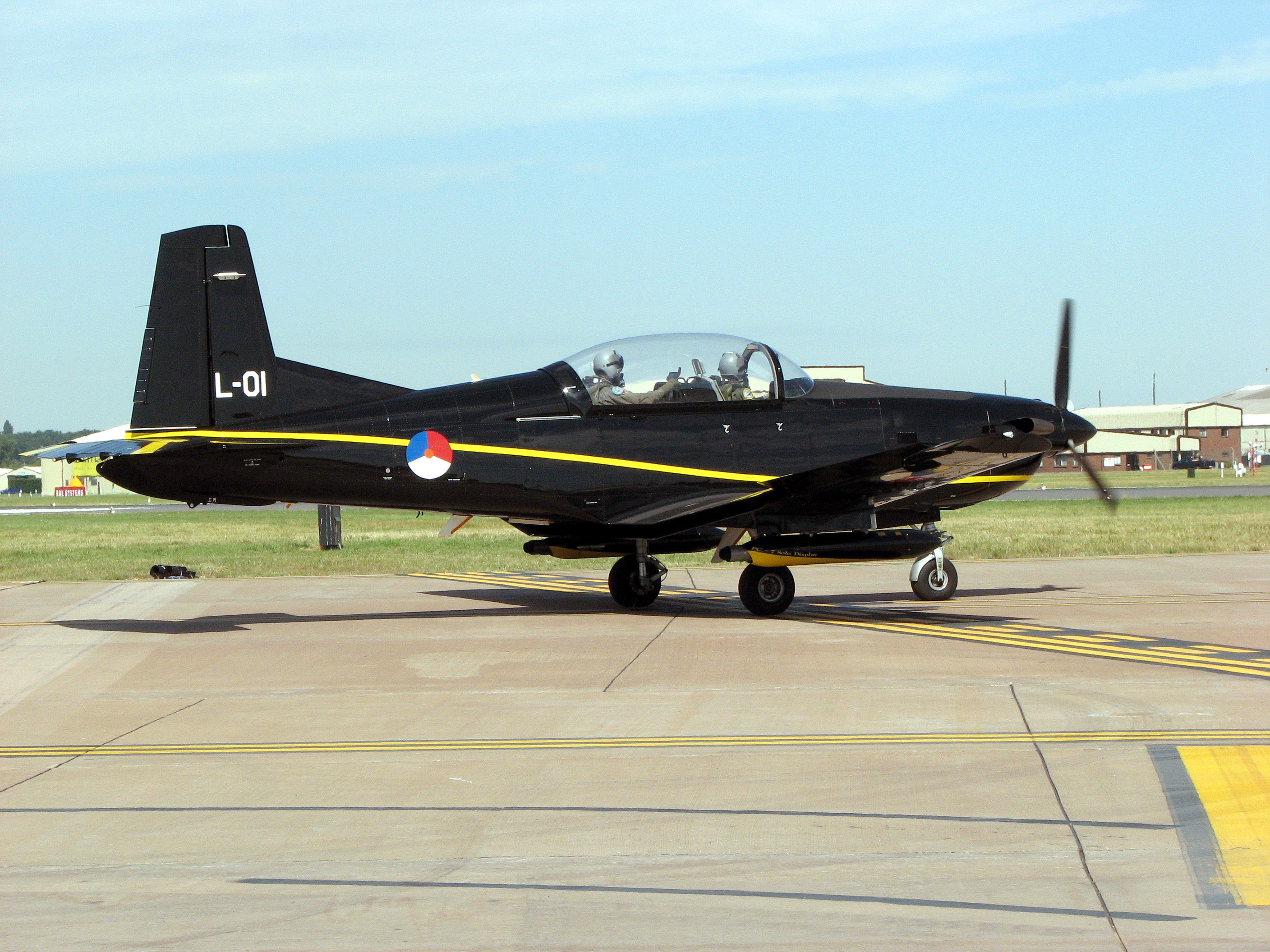
Pilatus PC-7 of the Royal Netherlands Air Force

- 아랍에미리트: 31 (인도시기 1982년)
- 앙골라: 25 (인도시기 1982년)
- 오스트리아: 16 (인도시기 1983년)
- 볼리비아: 24 (인도시기 1979년)
- Bophuthatswana: 2 (인도시기 1989년)
- 보츠와나: 7 (인도시기 1990년)
- 브루나이: 4 (PC-7 Mk 2)
- 차드: 2 (인도시기 1985년)
- 칠레: 10 (인도시기 1980년)
- 프랑스: 5 (인도시기 1991년)
- 과테말라: 12 (인도시기 1980년)
- 이란: 35 (인도시기 1983년)
- 이라크: 52 (인도시기 1980년)
- 말레이시아: 46 (인도시기 1983년)
- 멕시코: 88 (인도시기 1979년)
- 미얀마: 17 (인도시기 1979년)
- 네덜란드: 13 (인도시기 1989년)
- 남아프리카 공화국: 60
- 수리남: 3 (인도시기 1986년)
- 스위스: 40 (인도시기 1979년)
- 우루과이: 6 (인도시기 1992년)

## 제원 (PC-7)
일반 특성
- 승무원: 2
- 길이: 10.13 m (33 ft 3 in)
- 날개폭: 10.12 m (33 ft 2 in)
- 높이: 3.30 m (10 ft 10 in)
- 날개면적: 16.3 m² (175 ft²)
- 공허중량: 1,670 kg (3,680 lb)
- 최대이륙중량: 2,700 kg (5,940 lb)
- 엔진: 1× Pratt & Whitney Canada PT6A-25C turboprop, 522 kW (700 shp)

성능
- 최대속도: 460 km/h (250 kt, 290 mph)
- 항속거리: 1,950 km (1,050 nm, 1,210 mi)
- 상승한도: 9,150 m (25,000 ft)
- 상승률: 865 m/min (2,840 ft/min)

무장
- 6 × hardpoints for bombs and rockets

### 경쟁기종
- KT-1 - 대한민국 웅비
- 필라투스 PC-9
- PZL-130 Orlik
- T-6 텍산 II - 필라투스 PC-9을 개조한 것임.
- 엠브라에르 EMB 312 투카노
- 엠브라에르 EMB 314 슈퍼 투카노
- 쇼트 투카노 - 투카노를 라이센스 생산한 것임.

## 같이 보기
- 필라투스 PC-9
- 엠브라에르 EMB 312 투카노